# Национално знаме на Микронезия
Националното знаме на Федералните микронезийски щати е синьо с 4 бели петолъчни звезди в средата, разположени в кръг. Отношението ширина към дължина е 10:19. Идеята е, че звездите са разположени като стрелките на компас, едновременно сочещите четирите посоки на света.
Знамето на Микронезия е прието на 30 ноември 1978 г. Синият цвят символизира Тихия океан, а белите звезди – четирите основни щати на страната. Страната има няколко знамена преди да адаптира този вариант. От 1947 до 1965 години национално знаме на страната е знамето на ООН застъпвайки се и с флага ползван от 1944 до 1986 – този на САЩ.
Интересен факт е, че между 1965 година до 1978 национален флаг е подобен на днешния – син фон, но с шест звезди. Две от звездите са символизирали три от днешните щати – съответно Чуук и Яп, третата символизирала останалите два щата Косрае и Понпей в едно, тъй като тогава те се водят като един щат, и останалите три символизират съответно Палау, Маршалските острови и Северните Мариански острови. По-късно последните три решили, че не желаят да участват във федерацията, Палау и Маршалските острови се отделят като отделни държави, Северните Мариански острови останали владение на САЩ, а Косрае и Понпей станали два отделни щата в състава на новата държава Микронезия.